# クリュセイス (小惑星)
クリュセイス (202 Chryseis) は、小惑星帯に位置する大きくて明るい小惑星の一つで、ケイ酸塩の岩からできていると考えられている。
1879年9月11日にアメリカ合衆国の天文学者、クリスチャン・H・F・ピーターズによりニューヨーク州クリントンで発見され、『イリアス』に登場するトロイの女性クリューセーイスにちなんで命名された。